# Ostrovu, Călărași
Ostrovu (în trecut, Valea Căpitanului) este un sat în comuna Valea Argovei din județul Călărași, Muntenia, România.